# Тарикатите
„Тарикатите“ (на английски: Circus) е британско-американски нео-ноар криминален филм от 2000 г. на режисьора Роб Уокър, а сценария е на Дейвид Логан. Във филма участват Джон Хана, Фамке Янсен, Питър Стормаре, Браян Конли, Томи Листър младши, Аманда Донахю, Фред Уорд и Еди Изард. Той е пуснат във Великобритания на 5 май 2000 г. и в САЩ на 15 септември 2000 г.